# Аугуста, Патрик
Патрик Аугуста (чеш. Patrik Augusta; род. 13 ноября 1969, Йиглава, Южноморавский край) — чехословацкий и чешский хоккейный нападающий и тренер. Бронзовый призёр Олимпийских игр 1992 года.

## Биография
Патрик Аугуста начал свою хоккейную карьеру в 1988 году, в клубе чехословацкой хоккейной лиги «Дукла Йиглава».
В 1991 году стал чемпионом Чехословакии. После того, как он в составе сборной Чехословакии стал бронзовым призёром Олимпийских игр и чемпионата мира 1992 года, отправился за океан. Играл в основном в АХЛ и ИХЛ. В НХЛ провёл всего 4 матча за «Торонто Мэйпл Лифс» и «Вашингтон Кэпиталз». В 1999 году вернулся в Европу. Отыграл еще 7 сезонов в Германии. В 2003 году стал чемпионом немецкой лиги в составе «Крефельд Пингвин». Завершил игровую карьеру в 2006 году. Всего за карьеру в сборной и клубах провёл 1151 игру, забросил 480 шайб.
После завершения карьеры хоккеиста 2 года работал скаутом «Финикс Койотис». С 2008 по 2017 год работал главным тренером юниорской команды и ассистентом главного тренера основной команды «Дукла Йиглава». Также с 2012 по 2017 год параллельно был ассистентом тренера в юниорских сборных Чехии.
В апреле 2017 года был назначен главным тренером клуба чешской Экстралиги «Млада Болеслав». Но уже 17 ноября 2017 года был уволен со своей должности.
Начиная с сезона 2018/19 — ассистент главного тренера команды «Били Тигржи Либерец».
Перед началом сезона 2019/20 был назначен главным тренером либерецких белых тигров.

## Достижения

### Командные
- Чемпион Чехословакии 1991
- Бронзовый призёр Олимпийских игр 1992
- Бронзовый призёр чемпионата мира 1992
- Чемпион Германии 2003

### Личные
- Лучший снайпер АХЛ 1994 (53 гола)
- Участник матча всех звёзд АХЛ 1995
- Участник матча всех звёзд немецкой лиги 2004

### Тренерские
- Серебряный призёр чемпионата Чехии 2021

## Статистика

### Клубная карьера
| 1988–89                         | Дукла Йиглава                   | ЧСЛ                             | 15  | 3   | 1   | 4   | 4   | —  | —  | —  | —  | —  |
| 1989–90                         | Дукла Йиглава                   | ЧСЛ                             | 53  | 15  | 13  | 28  | —   | —  | —  | —  | —  | —  |
| 1990–91                         | Дукла Йиглава                   | ЧСЛ                             | 51  | 20  | 23  | 43  | 18  | —  | —  | —  | —  | —  |
| 1991–92                         | Дукла Йиглава                   | ЧСЛ                             | 42  | 16  | 15  | 31  | —   | —  | —  | —  | —  | —  |
| 1992–93                         | Сент-Джонс Мэйпл Лифс           | АХЛ                             | 75  | 32  | 45  | 77  | 74  | 8  | 3  | 3  | 6  | 23 |
| 1993–94                         | Торонто Мэйпл Лифс              | НХЛ                             | 2   | 0   | 0   | 0   | 0   | —  | —  | —  | —  | —  |
| 1993–94                         | Сент-Джонс Мэйпл Лифс           | АХЛ                             | 77  | 53  | 43  | 96  | 105 | 11 | 4  | 8  | 12 | 4  |
| 1994–95                         | Сент-Джонс Мэйпл Лифс           | АХЛ                             | 71  | 37  | 32  | 69  | 98  | 4  | 2  | 0  | 2  | 7  |
| 1995–96                         | Лос-Анджелес Айс Догз           | ИХЛ                             | 79  | 34  | 51  | 85  | 83  | —  | —  | —  | —  | —  |
| 1996–97                         | Лонг-Бич Айс Догз               | ИХЛ                             | 82  | 45  | 42  | 87  | 96  | 18 | 4  | 4  | 8  | 33 |
| 1997–98                         | Лонг-Бич Айс Догз               | ИХЛ                             | 82  | 41  | 40  | 81  | 84  | 17 | 11 | 7  | 18 | 20 |
| 1998–99                         | Вашингтон Кэпиталз              | НХЛ                             | 2   | 0   | 0   | 0   | 0   | —  | —  | —  | —  | —  |
| 1998–99                         | Лонг-Бич Айс Догз               | ИХЛ                             | 68  | 24  | 35  | 59  | 125 | 8  | 4  | 6  | 10 | 4  |
| 1999–2000                       | Швеннингер Уайлд Уингз          | ГЕР                             | 34  | 14  | 15  | 29  | 52  | —  | —  | —  | —  | —  |
| 2000–01                         | Швеннингер Уайлд Уингз          | ГЕР                             | 56  | 25  | 25  | 50  | 44  | —  | —  | —  | —  | —  |
| 2001–02                         | Крефельд Пингвин                | ГЕР                             | 60  | 15  | 40  | 55  | 54  | 3  | 0  | 0  | 0  | 2  |
| 2002–03                         | Крефельд Пингвин                | ГЕР                             | 51  | 15  | 19  | 34  | 48  | 14 | 5  | 13 | 18 | 18 |
| 2003–04                         | Ганновер Скорпионс              | ГЕР                             | 51  | 20  | 18  | 38  | 66  | 5  | 1  | 3  | 4  | 4  |
| 2004–05                         | Ганновер Скорпионс              | ГЕР                             | 51  | 17  | 29  | 46  | 67  | —  | —  | —  | —  | —  |
| 2005–06                         | Ганновер Скорпионс              | ГЕР                             | 22  | 8   | 7   | 15  | 18  | 10 | 1  | 2  | 3  | 10 |
| Всего в чемпионате Чехословакии | Всего в чемпионате Чехословакии | Всего в чемпионате Чехословакии | 161 | 54  | 52  | 106 | —   | —  | —  | —  | —  | —  |
| Всего в НХЛ                     | Всего в НХЛ                     | Всего в НХЛ                     | 4   | 0   | 0   | 0   | 0   | —  | —  | —  | —  | —  |
| Всего в АХЛ                     | Всего в АХЛ                     | Всего в АХЛ                     | 223 | 122 | 120 | 242 | 277 | 23 | 9  | 11 | 20 | 34 |
| Всего в ИХЛ                     | Всего в ИХЛ                     | Всего в ИХЛ                     | 311 | 144 | 168 | 312 | 388 | 43 | 19 | 17 | 36 | 57 |
| Всего в чемпионате Германии     | Всего в чемпионате Германии     | Всего в чемпионате Германии     | 325 | 114 | 153 | 267 | 349 | 32 | 7  | 18 | 25 | 34 |

### Международная
| Год              | Команда          | Турнир           |    | И | Г | П | О | Ш |
| ---------------- | ---------------- | ---------------- | -- | - | - | - | - | - |
| 1992             | Чехословакия     | ОИ               | 8  | 3 | 2 | 5 | 0 |   |
| 1992             | Чехословакия     | ЧМ               | 5  | 2 | 2 | 4 | 4 |   |
| Всего на ОИ и ЧМ | Всего на ОИ и ЧМ | Всего на ОИ и ЧМ | 13 | 5 | 4 | 9 | 4 |   |

## Семья
Патрик Аугуста является сыном знаменитого чешского тренера Йозефа Аугусты (24.11.1946 — 16.02.2017), восьмикратного чемпиона Чехословакии, серебряного призёра Олимпийских игр 1976 года.
Йозеф Аугуста в качестве главного тренера привёл сборную Чехии к золотым медалям чемпионатов мира 2000 и 2001, в 1999 году был помощником Ивана Глинки на победном для чешской сборной мировом чемпионате.